# Ходжимуратов, Акбар
Акбар Ходжимуратов (1939, Ленинабадская область — 2023) — советский хозяйственный, государственный и политический деятель, Герой Социалистического Труда.

## Биография
Родился в 1939 году в Ленинабадской области Таджикской ССР. Член КПСС с 1969 года.
С 1957 года — на хозяйственной, общественной и политической работе. В 1957—1999 годах — колхозник, рабочий, учётчик бригады совхоза «Шахристан» Ура-Тюбинского района Ленинабадской области, бригадир комплексно-механизированной хлопководческой бригады, директор совхоза «40 лет Таджикистана» Зафарободского района.
Указом Президиума Верховного Совета СССР от 10 декабря 1973 года присвоено звание Героя Социалистического Труда с вручением ордена Ленина и золотой медали «Серп и Молот».
Избирался депутатом Верховного Совета СССР 9-го и 10-го созывов.
Жил в Таджикистане.